# Mohamed bin Szalmán asz-Szaúd
Mohammed bin Szalmán asz-Szaúd (arabul: محمد بن سلمان آل سعود) (Rijád, 1985. augusztus 31. –) 2017-től Szaúd-Arábia koronahercege, 2022-től miniszterelnöke is egyben.

## Élete
2015. április 29. és 2017. június 21. között  a trónöröklés rendjében a második helyen volt.

## Fordítás
- Ez a szócikk részben vagy egészben  a   Mohammed bin Salman című német Wikipédia-szócikk fordításán alapul.  Az eredeti cikk szerkesztőit annak laptörténete sorolja fel. Ez a jelzés csupán a megfogalmazás eredetét és a szerzői jogokat jelzi, nem szolgál a cikkben szereplő információk forrásmegjelöléseként.